# Дискография Элиса Купера
Дискография группы Alice Cooper и сольного творчества Элиса Купера. В скобках указаны год выпуска и место, занятое в чартах США и Великобритании.

## Студийные альбомы
1. Pretties for You (1969) (США #193)
2. Easy Action (1970) (не попал в чарты)
3. Love It to Death (1971) (США #35, Великобритания #28) (стал платиновым по оценке американской ассоциации звукозаписывающих компаний (англ. Recording Industry Association of America, RIAA))
4. Killer (1971) (США #21, Великобритания #27) (стал платиновым по оценке RIAA
5. School's Out (1972) (США #2, Великобритания #4) (стал платиновым по оценке RIAA)
6. Billion Dollar Babies (1973) (США #1, Великобритания #1) (стал платиновым по оценке RIAA)
7. Muscle of Love (1973) (США #10, Великобритания #34) (стал золотым по оценке RIAA)
8. Welcome to My Nightmare (1975) (США #5, Великобритания #19) (стал платиновым по оценке RIAA)
9. Alice Cooper Goes to Hell (1976) (США #27, Великобритания #23) (стал золотым по оценке RIAA)
10. Lace and Whiskey (1977) (США #42, Великобритания #33)
11. From the Inside (1978) (США #68, Великобритания #61)
12. Flush the Fashion (1980) (США #40, Великобритания #96)
13. Special Forces (1981) (США #125, Великобритания #96)
14. Zipper Catches Skin (1982) (не попал в чарты)
15. DaDa (1983) (Великобритания #93, в США не попал в чарты)
16. Constrictor (1986) (США #59, Великобритания #41)
17. Raise Your Fist and Yell (1987) (США #73, Великобритания #48)
18. Trash (1989) (США #20, Великобритания #2) (стал платиновым по оценке RIAA)
19. Hey Stoopid (1991) (США #47, Великобритания #4)
20. The Last Temptation (1994) (США #68, Великобритания #6)
21. Brutal Planet (2000) (США #193, Великобритания #38)
22. Dragontown (2001) (США #197)
23. The Eyes of Alice Cooper (2003) (США #184, Великобритания #112)
24. Dirty Diamonds (2005) (США #169, Великобритания #89)
25. Along Came a Spider (2008) (США #53, Великобритания #31)
26. Welcome 2 My Nightmare (2011)
27. Paranormal (2017)
28. Detroit Stories (2021)

## Концертные альбомы
1. The Alice Cooper Show (1977) (США #131)
2. A Fistful of Alice (1997)
3. Brutally Live (CD+DVD сет 2003)
4. Live At Montreux 2005 (CD+DVD сет 2006)

- Ladies Man (1988)
- Live at the Whiskey A Go-Go '69 (1991)
- Live at Cabo Wabo '96 (2005)

## Синглы
1. Reflected (1969)
2. I'm Eighteen (1970) (США #21)
3. Caught In A Dream (1971) (США #94)
4. Under My Wheels (1971) (США #59) (Великобритания #66)
5. Be My Lover (1972) (США #49)
6. School’s Out (1972) (США #7) (Великобритания #1)
7. Elected (1972) (США #26) (Великобритания #4)
8. Hello Hooray (1973) (США #35) (Великобритания #6)
9. No More Mr. Nice Guy (1973) (США #25) (Великобритания #10)
10. Billion Dollar Babies (1973) (США #57)
11. Teenage Lament '74 (1973) (США #48) (Великобритания #12)
12. Muscle of Love (1974)
13. Only Women Bleed (1975) (США #12)
14. Department of Youth (1975) (США #67)
15. Welcome To My Nightmare (1975) (США #45)
16. I Never Cry (1976) (США #12)
17. You And Me (1977) (США #9)
18. (No More) Love At Your Convenience (1977) (Великобритания #44)
19. How You Gonna See Me Now (1978) (США #12) (Великобритания #61)
20. From The Inside (1979)
21. Clones (1980) (США #40)
22. Talk Talk (1980)
23. You Want It, You Got It (1981)
24. Seven & Seven Is (1982) (Великобритания #62)
25. For Britain Only (1982) (Великобритания #66)
26. I Am The Future (1982)
27. I Like Girls (1982)
28. I Love America (1983)
29. He’s Back (The Man Behind the Mask) (1986) (США #56) (Великобритания #61)
30. Teenage Frankenstein (1987)
31. Freedom (1987) (Великобритания #50)
32. Poison (1989) (США #7) (Великобритания #2)
33. Bed Of Nails (1989) (Великобритания #38)
34. House Of Fire (1989) (США #56) (Великобритания #65)
35. Only My Heart Talkin' (1990) (США #89)
36. Hey Stoopid (1991) (США #78) (Великобритания #21)
37. Love’s a Loaded Gun (1991) (Великобритания #38)
38. Feed My Frankenstein (1992) (Великобритания #27)
39. Lost in America (1994) (Великобритания #22)
40. It’s Me (1994) (Великобритания #34)
41. Gimme (2000)
42. Keepin' Halloween Alive (2009)
43. Paranoiac Personality (2017)

## Сборники
- School Days: The Early Recordings (1973)
- Alice Cooper’s Greatest Hits (1974) (США #8) (стал платиновым по оценке RIAA)
- To Hell And Back: Alice Cooper’s Greatest Hits (1985)
- Prince of Darkness (1989)
- The Beast Of Alice Cooper (1989)
- Classicks (1995)
- A Fistful Of Alice (1997)
- A Nice Nightmare (1997)
- Freedom For Frankenstein: Hits & Pieces 1984—1991 (1998)
- Super Hits (1999)
- The Life and Crimes of Alice Cooper (четырёхдисковый бокс сет) (1999)
- Mascara and Monsters: The Best of Alice Cooper (2001)
- The Definitive Alice Cooper (2001) (Великобритания #33)
- The Essentials: Alice Cooper (2002)
- Hell Is (2002)
- He’s Back (2003)
- Poison (2003)
- School’s Out and Other Hits (2004)
- Pick Up The Bones (2007)

## Аудио DVD
- Billion Dollar Babies (Rhino, 2001)
- Welcome To My Nightmare (Rhino, 2001)

## Аудиокниги
- Alice Cooper: Golf Monster (Сокращённый) (Random House Audio, 1 мая, 2007)

Четырёхдисковая версия автобиографической книги.

## Видеография

### DVD and VHS
- Good To See You Again, Alice Cooper (1974)
- Welcome To My Nightmare (1976)
- The Nightmare Returns (1987)
- Alice Cooper Trashes The World (1990)
- Prime Cuts: The Alice Cooper Story (1991, двухдисковый сет 2001)
- British Rock Symphony (2000)
- Brutally Live (2000, DVD+CD сет 2003)
- Live At Montreux 2005 (DVD+CD сет 2006)

### VHS
- Alice Cooper: The Nightmare (1975)
- Alice Cooper and Friends (1977)
- The Strange Case of Alice Cooper (1979)
- Video Trash (1989)